# Christian Meier
Christian Dietrich Meier Zender (Lima, 23 de junio de 1970) es un cantante, actor, modelo y empresario peruano.

## Biografía
Christian Dietrich Meier Zender nació el 23 de junio de 1970, en Lima, Perú. Es hijo de Gladys Zender, primera Miss Universo peruana y latina; y de Antonio Meier, político peruano quien en el año 2006, fue elegido como alcalde del distrito limeño de San Isidro, y tiene tres hermanos: Antonio, Sybille y Karina. Estudió en el Colegio Católico Champagnat, de la congregación Marista y posteriormente estudió Diseño Gráfico y se graduó a principios de 1992.
Desde los 12 años de edad, Meier integró numerosos grupos musicales, cantando y componiendo canciones. A los 16 años, se inició profesionalmente junto a Pedro Suárez-Vértiz, Patricio Suárez-Vértiz y Arturo Pomar Jr., al formar el grupo Arena Hash. Tras la disolución de Arena Hash, Meier inició su carrera solista con el disco No me acuerdo quien fui, álbum que fue escrito, compuesto y producido por él mismo. Con el éxito de su primer álbum, se animó a sacar una segunda producción discográfica titulada Primero en mojarme. Más tarde, llegaría su disco más conocido internacionalmente titulado Once noches, en el que contó con la colaboración de Mikel Erentxun en el tema "Novia de nadie".
En agosto del 2016 lanzó un nuevo álbum denominado Nada ha cambiado, en colaboración con Gianmarco Zignago.

## Carrera
Alcanzó fama internacional como actor de telenovelas, carrera que se inició en 1993 con El ángel vengador: Calígula, en la que compartió roles con Julián Legaspi. En 1994, grabó la telenovela Gorrión transmitida por Panamericana Televisión. En 1995 estuvo en Malicia, una telenovela producida por Luis Llosa con la actuación de Gianella Neyra y transmitida por Frecuencia Latina, y en 1996 la telenovela Obsesión junto a Diego Bertie.
En 1997, protagonizó la telenovela Escándalo con Salvador del Solar por Iguana Producciones en Frecuencia Latina y, en 1998, Luz María por América Televisión. Posteriormente participó en películas como No se lo digas a nadie (1998) y La mujer de mi hermano (2005), ambas basadas en obras del escritor peruano Jaime Bayly. 
En televisión, protagonizó la telenovela Isabella, mujer enamorada en 1999. Seguidamente viajó a México para participar en las producciones Amores, querer con alevosía y Lo que es el amor de TV Azteca.
En 2003, regresó a Perú para el papel principal de la telenovela Luciana y Nicolás  junto a la actriz mexicana Ana de la Reguera. Al año siguiente, viajó a Colombia para asumir otro papel protagónico, en Luna, la heredera de Caracol Televisión al lado de Gaby Espino.
Meier afianzó su carrera en Colombia en el año 2005, interpretando el rol estelar de La tormenta por R.T.I. Televisión y Telemundo al lado de Natalia Streignard.
En 2007, asumió el rol estelar de la telenovela Zorro: la espada y la rosa junto a la actriz mexicana Marlene Favela. Luego interpretó otro papel protagónico interpretando a Santos Luzardo en Doña Bárbara al lado de la actriz mexicana Edith González, también grabada en Colombia.
En septiembre de 2010, protagonizó la teleserie de misterio de Telemundo Alguien te mira, al lado de la actriz colombiana Danna García.
Meier regresó a Caracol Televisión en Colombia en 2010, para protagonizar la producción Primera Dama al lado de Carina Cruz, donde personifica al Presidente de Colombia Leonardo Santander.
Meier participó en la serie para Fox Lynch en 2012, interpretando a Emilio Triana. El siguiente año protagonizará la serie de Fox Latina Familia en venta junto a Angie Cepeda. La serie fue emitida en los primeros meses de 2013.
Para el cine, protagoniza la película Magallanes, dirigida por Salvador del Solar, estrenada en 2014.
Meier grabó para la webnovela Arranque de pasión, junto a Carlos Ponce y Kate del Castillo. Continuó en televisión en la tercera temporada de Lynch.
Meier interpreta a Willy en Cumbia ninja de Fox Telecolombia en 2013.
En 2014, protagonizó un nuevo papel protagónico como Esteban Domínguez en la telenovela mexicana La malquerida junto a Victoria Ruffo y Ariadne Diaz.
En 2019, se integró como protagonista en la serie colombiana de Fox Premium, El general Naranjo, basada en hechos reales e inspirada en la vida del general retirado de la Policía Nacional de Colombia Óscar Naranjo.
En 2024, anunció el lanzamiento de una nueva versión de "Deja Vu", junto a Mikel Erentxun, y coprotagonizó la película de drama histórico Mistura.

## Filmografía

### Televisión
| Año       | Título                        | Personaje                           |
| --------- | ----------------------------- | ----------------------------------- |
| 1993      | El ángel vengador: Calígula   | Claudio                             |
| 1994-1995 | Gorrión                       | Gabriel Maidana                     |
| 1995      | Malicia                       | Francisco Bustamante                |
| 1996      | La noche                      | Daniel                              |
| 1996      | Obsesión                      | Jimmy Martel / Jano                 |
| 1997      | Escándalo                     | Álvaro Dupont                       |
| 1998-1999 | Luz María                     | Gustavo Gonzálvez                   |
| 1999      | Isabella, mujer enamorada     | Fernando De Alvear                  |
| 1999-2000 | Me muero por ti               | Alfonso Hidalgo                     |
| 2001      | Amores, querer con alevosía   | Pablo Herreros                      |
| 2001-2002 | Lo que es el amor             | Efrén Villarreal                    |
| 2003-2004 | Luciana y Nicolás             | Nicolás Echevarría                  |
| 2004-2005 | Luna, la heredera             | Mauricio García                     |
| 2005-2006 | La tormenta                   | Santos Torrealba / Santiago Guanipa |
| 2007      | El Zorro: la espada y la rosa | Diego de la Vega / El Zorro         |
| 2007      | Decisiones                    | Troquero "Ep: Amor de carretera"    |
| 2008-2009 | Doña Bárbara                  | Santos Luzardo Vergel               |
| 2010-2011 | Alguien te mira               | Rodrigo Quintana                    |
| 2011-2012 | Primera dama                  | Leonardo Santander                  |
| 2012-2013 | Lynch                         | Emilio Triana                       |
| 2013      | Cumbia Ninja                  | Williams "Willy" Vega               |
| 2013-2014 | Cosita linda                  | Diego Luján                         |
| 2014      | Familia en venta              | Santiago                            |
| 2014      | La malquerida                 | Esteban Domínguez Parra             |
| 2019-2020 | El general Naranjo            | Óscar Naranjo                       |

### Cine
| Año  | Título                        | Personaje       |
| ---- | ----------------------------- | --------------- |
| 1994 | Watchers 3                    | The Outsider    |
| 1998 | No se lo digas a nadie        | Gonzalo         |
| 2000 | Ciudad de M                   | Pacho           |
| 2003 | Un marciano llamado deseo     | Jorge           |
| 2005 | La mujer de mi hermano        | Ignacio         |
| 2008 | Valentino y el Clan del Can   | Valentino (voz) |
| 2012 | Mar de Fondo                  | Luis            |
| 2015 | Asu Mare 2                    | Ricky           |
| 2015 | Magallanes                    | Augusto         |
| 2016 | Todos los hombres son iguales | Joaquín         |
| 2017 | Doble                         | Lorenzo         |
| 2022 | La octava cláusula            | Alfredo         |
| 2024 | Mistura                       | Roberto Tapia   |

## Serie-web
| Año  | Título             | Personaje |
| ---- | ------------------ | --------- |
| 2012 | Arranque de pasión | Jordi     |

## Premios, nominaciones y reconocimientos

### Premios Mara de Oro 2005
| Categoría                             | Telenovela        | Resultado |
| ------------------------------------- | ----------------- | --------- |
| Mejor Actor Protagónico Internacional | Luna, la heredera | Ganador   |

### Premios Caracol 2006
| Categoría              | Telenovela  | Resultado |
| ---------------------- | ----------- | --------- |
| Mejor Actor Extranjero | La tormenta | Ganador   |

### Premios Juventud 2007
| Categoría      | Película               | Resultado |
| -------------- | ---------------------- | --------- |
| ¡Qué actorazo! | La mujer de mi hermano | Nominado  |

### Premios Fama USA 2008
| Categoría               | Telenovela                 | Resultado |
| ----------------------- | -------------------------- | --------- |
| Mejor Actor Protagónico | Zorro: la espada y la rosa | Ganador   |

### Premios ACE2008
| Categoría                | Telenovela                 | Resultado |
| ------------------------ | -------------------------- | --------- |
| Rostro Masculino del Año | Zorro: la espada y la rosa | Ganador   |

### Premios People en Español 2009
| Categoría                         | Telenovela   | Resultado |
| --------------------------------- | ------------ | --------- |
| Mejor Actor                       | Doña Bárbara | Nominado  |
| Mejor Pareja (con Edith González) | Doña Bárbara | Nominado  |

### Reconocimientos
- El 17 de agosto de 1998 Salió la Revista "GENTE" El Cuerazo de año "98" es Christian Meier.
- En 2007, la revista People en español lo incluyó en la lista de "Los 50 latinos más bellos del 2007".
- En octubre de 2008, la revista "People" en español lo incluyó en la lista de "Los 50 hombres más sexys de 2008".[16]
- En 2011, la revista femenina Cosmopolitan lo eligió como el “Cosmo Hombre 2011".[17]
- En 2012, es elegido como el "Hombre más sexy del año 2012" en Colombia.
- En 2014, es incluido como uno de "Los hombres más sexys de 2014" de Televisa en México.
- En 1995, obtuvo el premio de la revista "Entre Bambalinas" como actor revelación (Perú).
- En noviembre de 2007, recibió un premio en los Premios Belleza Glamour, en Miami (EE. UU.).
- En 2010, recibió el premio Zafiro Musical 2010 de APDAYC por su tema Novia de Nadie (del álbum Once noches).
- En 2011, obtiene el premio del Actor Más Elegante a nivel internacional, el cual fue realizado por la página especializada en farándula "New!" Magazine. Asimismo, en ese mismo año Meier obtiene el premio de la revista "GQ" como Actor del Año (Perú). Y también en este mismo año, Meier es nombrado embajador de la Marca Perú.
- En 2015, obtiene el premio Luces 2015 como 'Mejor actor Secundario' en la película 'Asu Mare 2'.

## Publicidad y campañas
- En el 2009, promocionó su fragancia "Pulso" para la firma Ésika, en una gira por nueve países.[18] Luego en 2011, lanzó su fragancia "Bravío". Y en 2016, presentó su fragancia "Leyenda".
- En 1986, estuvo presente en el comercial de la pasta de dientes 'SuperFluor'.
- En 1988, formó parte del comercial Coca-Cola. En ese mismo año, estuvo en el comercial 'Molicrocks'.
- En 1989, estuvo en el comercial 'Caramelos Halls'.
- En 2002, contó con su participación en el comercial 'Nosotras'.
- Realizó un comercial para Ripley, y también para Nextel.
- En 2007, se sumó a la campaña de la Liga Peruana de Lucha contra el Cáncer. Ese mismo año, realizó comerciales para TV promocionando la marca de café peruano 'Cafetal'.
- En 2010, estuvo en el comercial de Jackson Health System (voz).
- En 2011, realizó un video solicitando la invitación al Festival musical Nippon Ganbare.
- En 2013, participó en el Spot publicitario de Saga Falabella.

## Carrera musical
Christian Meier como músico comenzaría su carrera musical con la banda de rock-ska Arena Hash, quien después de su separación de la banda decide grabar su primer disco No me acuerdo quién fui, el cual obtuvo el dinero gracias a las telenovelas. Es creador de la canción “Quiero vivir tal vez sin amor” de Arena Hash en el álbum Ah Ah Ah.

### Carrera con Arena Hash
En 1986, a la edad de 16 años forma parte de la banda de rock pop peruano Arena Hash junto a Pedro Suárez-Vértiz, Patricio Suárez-Vértiz y Arturo Pomar Jr. Las altas ventas de discos, récords de estadios llenos hicieron que la banda gozara de una gran popularidad y es considerada una de las bandas más importantes en la historia de rock peruano. Junto a Arena Hash grabó dos discos: Arena Hash (1988) y Ah Ah Ah (1991). En 1993 la banda se disolvió por los caminos distintos de cada uno de los integrantes.

### Carrera como solista
Tras la separación de Arena Hash en 1993, empezaría una carrera como cantante ya que en una entrevista él destaca que participó de la novela Gorrión solo para conseguir financiar su primer disco. Es así que en 1996, lanza su primera producción como solista —No me acuerdo quien fui— cuya composición y producción fue hecha por él mismo, con temas como "Carreteras mojadas" (canción del año en Perú en 1996) el disco fue doble disco de platino con más de veinte mil copias vendidas.
Inició una gira por todo el Perú, tocando en distintas provincias a la par con su carrera como actor. En 1997, se juntó con Manuel Garrido-Lecca, productor con quien ya había trabajado en Arena Hash, para grabar su segunda producción titulada Primero en mojarme la cual obtuvo muy buenos resultados, en 1999 con más de 60 mil copias y giras por todo el Perú.
En el 2002 publica el álbum Once noches (se llama así porque según Meier: “Cada canción fue escrita en una noche”).
En 2004 se lanzó el álbum recopilatorio TQM a partir de sus éxitos en España y Portugal. Debido a su lento despegue, en 2008 People en Español le incluyó en la lista de los 25 cantantes frustrados.
En el 2016 hace una aparición impresionante a los escenarios publicando en YouTube la canción “Alguien” (canción original del álbum ‘Once noches’) con GianMarco en una cuenta con VEVO, y pública su nuevo álbum llamado ‘Nada ha cambiado’, con mezclas de algunas composiciones de anteriores álbumes y con la nueva canción (“La pena”); este álbum iba a contar con la colaboración de El Salmón Andrés Calamaro, pero por motivos aún desconocidos no se realizó.
Con esto logra hacer conciertos junto a Pelo Madueño y Mikel Erentxun.

### Discografía
- No me acuerdo quien fui (1996)
- Primero en mojarme (1999)
- Christian Meier (2001) - Álbum compilatorio editado para México
- Once noches (2002)
- Nada ha cambiado[24] (8 de agosto de 2016).
- He vuelto a casa (2023)

## Vida personal
Fue pareja durante 12 años de la actriz franco-peruana Marisol Aguirre con quien tuvo tres hijos, Stefano nacido en el año 1996, Taira en el 2001 y Gia en el 2003.